# Mahmudiye (1864)
Mahmudiye – turecki okręt pancerny (fregata pancerna) z lat 60. XIX wieku, jedna z czterech zbudowanych jednostek typu Osmaniye. Okręt wypierał 6400 ton, a jego główne uzbrojenie stanowiło jedno działo kalibru 229 mm i 14 dział kalibru 203 mm, wsparte lżejszą artylerią. Napędzana maszyną parową i żaglami jednostka rozwijała maksymalną prędkość ponad 12 węzłów, a jej załoga liczyła od 356 do 362 osób.
Okręt został zwodowany 13 grudnia 1864 roku w brytyjskiej stoczni Thames Ironworks and Shipbuilding Company w Londynie, a w skład marynarki Imperium Osmańskiego wcielono go w 1866 roku. Nazwę otrzymał na cześć panującego w XIX wieku sułtana Mahmuda II. „Mahmudiye” uczestniczył w stłumieniu powstania kreteńskiego i wziął udział w wojnie rosyjsko-tureckiej. Jednostka została rozbrojona w 1897 roku, a 31 lipca 1909 roku wycofano ją ze służby. „Mahmudiye” został złomowany w 1913 roku.

## Projekt i budowa

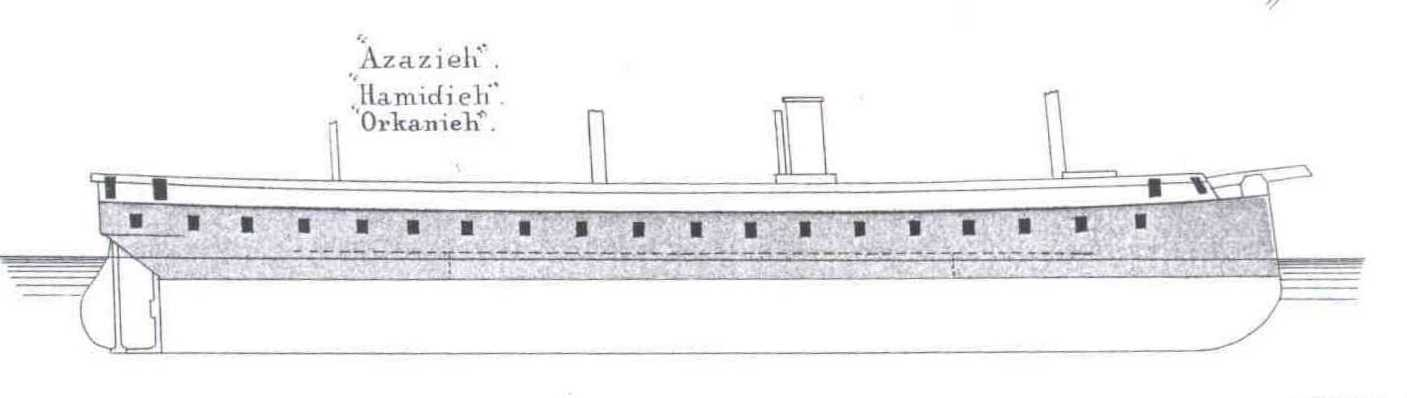
Uproszczony plan okrętów pancernych typu Osmaniye

W 1856 roku, po wojnie krymskiej z Rosją, flota turecka liczyła pięć żaglowych okrętów liniowych, sześć fregat, siedem korwet, osiem małych żaglowców i sześć bocznokołowych parowców. W następnych po wojnie latach rozwój floty przebiegał powoli, obejmując głównie przebudowę okrętów żaglowych na parowe. Gdy w 1861 roku władzę w Imperium Osmańskim objął sułtan Abdülaziz, rozpoczął ambitny program odbudowy floty tureckiej. Abdülaziz był pasjonatem wszelkich nowinek technicznych, a także żywo interesował się sprawami morskimi. Już w rok po objęciu rządów do przodujących w rozwoju technologicznym stoczni brytyjskich i francuskich zostały skierowane pierwsze zamówienia na nowe okręty, co poskutkowało zbudowaniem w latach 60. i 70. XIX wieku kilkunastu nowoczesnych okrętów pancernych. W rezultacie tego kosztownego programu turecka flota osiągnęła w latach 70. znaczną przewagę tonażową i technologiczną nad rosyjską Flotą Czarnomorską, licząc w 1877 roku 15 okrętów pancernych, siedem opancerzonych monitorów rzecznych, cztery stare okręty liniowe, siedem fregat, 12 korwet, 15 kanonierek i 14 awiz.
Cztery fregaty pancerne typu Osmaniye zostały zamówione przez Imperium Osmańskie w Wielkiej Brytanii w latach 1862–1863. Ich projekt bazował na brytyjskich fregatach pancernych typu Defence. Jednostki typu Osmaniye były we flocie tureckiej pierwszymi dużymi okrętami z żelaznym kadłubem i napędem parowym. „Mahmudiye” został zbudowany w stoczni Thames Ironworks and Shipbuilding Company w Londynie, pod numerem stoczniowym 99c. Stępkę okrętu położono w 1864 roku, a zwodowany został 13 grudnia 1864 roku. Jednostka otrzymała nazwę na cześć panującego w I połowie XIX wieku sułtana Mahmuda II z dynastii Osmanów. W 1866 roku okręt odbył próby morskie.

## Dane taktyczno-techniczne

### Charakterystyka ogólna
Okręt był fregatą pancerną (pancernikiem bateryjnym) ze zbudowanym z żelaza kadłubem o konstrukcji nitowej, z taranowym dziobem. Długość całkowita wynosiła 91,4 metra (89,3 metra między pionami) szerokość 16,9 metra i zanurzenie 7,9 metra. Na śródokręciu przed kominem znajdował się odkryty pomost bojowy. Wyporność projektowa wynosiła 4221 ton, zaś normalna 6400 ton.
Załoga okrętu składała się z 26–32 oficerów oraz 324–340 marynarzy. Kabiny oficerskie i ich mesy znajdowały się na rufie, a na pokładach dziobowych mieściły się marynarskie kambuzy, mesy, umywalnie, lazaret i inne pomieszczenia. Marynarze spali w hamakach rozwieszanych na pokładzie bateryjnym oraz na pokładach dziobowych. Do oświetlania pomieszczeń okrętowych używano świec i lamp świecowych.

### Urządzenia napędowe
Jednostka napędzana była przez poziomą maszynę parową bezpośredniego działania o mocy 900 KM, wyprodukowaną w zakładach Salkeld & Co., do której parę dostarczało sześć skrzyniowych kotłów parowych, produkcji macierzystej stoczni. Maszyna napędzała czteroskrzydłową śrubę o kształcie krzyżaka, która była w stanie rozpędzić okręt do prędkości maksymalnej 12,7 węzła. Maksymalny zapas węgla wynosił 750 ton (normalnie 546 ton), co pozwalało na przebycie 1600 Mm. Spaliny odprowadzane były przez teleskopowy komin, obniżany podczas pływania pod żaglami i nakrywany stożkową osłoną na postoju. Okręt miał pełne ożaglowanie z trzema masztami (w tym grotmasztem o wysokości około 24 metrów) z takielunkiem barku o łącznej powierzchni 2200 m², co umożliwiało przy dobrej pogodzie uzyskanie prędkości 9–10 węzłów. Jednostka miała dobre właściwości morskie oraz stateczność, a jej średnica cyrkulacji wynosiła 785 metrów (ponad osiem długości kadłuba).

### Uzbrojenie
Głównym uzbrojeniem artyleryjskim okrętu były pojedyncze gwintowane działa odprzodowe Armstronga . Na dziobie znajdowała się armata kalibru 229 mm (9 cali) MLR L/14, o masie 12 ton . Armata wykorzystywała pociski przeciwpancerne z utwardzonym czepcem lub zwykłe o masie 116,2 kg, wystrzeliwane za pomocą ładunków miotających o masie 22,7 kg. Maksymalna donośność wystrzeliwanego z prędkością początkową 439 m/s pocisku wynosiła około 6000 metrów. Uzbrojeniem głównym drugiego kalibru było 14 armat kalibru 203 mm (8 cali) MLR L/15, o masie 9 ton każda, umieszczonych na pokładzie bateryjnym (12 sztuk) i pokładzie górnym na rufie (dwie) . Armaty wykorzystywały pociski pełne lub zwykłe o masie 79,4 kg, wystrzeliwane za pomocą ładunków miotających o masie 15,9 kg z prędkością początkową 421 m/s. Ambrazury dział na pokładzie bateryjnym znajdowały się na wysokości 2,65 metra od wodnicy, a działa na pokładzie górnym umieszczone były na wysokości 5,1 metra ponad linią wodną. Na pokładzie bateryjnym znajdowało się również 10 gładkolufowych odprzodowych dział 36-funtowych Armstronga L/12 o masie 6,5 tony każda, wystrzeliwujących za pomocą ładunków miotających o masie 13,6 kg pociski ważące 50,8 kg z prędkością początkową 475 m/s . Magazyny amunicyjne znajdowały się w dolnej części kadłuba.
Na pokład zabierano też z reguły 4- lub 6-funtową armatę polową na podwoziu kołowym, przeznaczoną do wsparcia oddziału desantowego. Broń osobistą załogi stanowiło 200 karabinów, 50 rewolwerów, 50 szabel i 40 toporów.

### Opancerzenie
Głównym elementem opancerzenia okrętu był sięgający 0,8 metra poniżej i 1,8 metra powyżej wodnicy żelazny pas burtowy o grubości 140 mm (5,5 cala), na końcach kadłuba zwężający się do wysokości 1,4 metra ponad wodnicę i z grubością zmniejszoną do 76 mm (3 cale). Pas burtowy zamontowany był na drewnianym podkładzie o grubości 229 mm (9 cali). Pionowe ściany pokładu bateryjnego zabezpieczone były pancerzem o grubości 127 mm (5 cali), zmniejszającej się na skrajach kadłuba do 114 mm (4,5 cala). Znajdujące się na pokładzie dziobowym działo kalibru 229 mm osłonięte było przedpiersiem o grubości 102 mm (4 cale).

### Wyposażenie i malowanie
Okręt wyposażony był w cztery kotwice admiralicji, podnoszone dwoma umieszczonymi za fokmasztem i grotmasztem kabestanami z napędem ręcznym, przebiegającymi przez pokład górny i dolny. Jako środki ratownicze i komunikacyjne na okręcie znajdowały się: dwa barkasy (umieszczone na pokładzie na śródokręciu) oraz welbot, dwa jole i szalupa, zawieszone na obu burtach na wysokości stermasztu.
Kadłub okrętu wraz z kominem pomalowane były na kolor czarny, nadburcie miało kolor biały, a część podwodna kolor ceglasty; wodnicę wyznaczał biały pas o szerokości około 20 cm. Maszty, bukszpryt i pokład nie były malowane i miały naturalny kolor drewna, a łodzie okrętowe pomalowane były w części widocznej z zewnątrz na kolor biały. Jednostka miała złocone zdobienia dziobu i rufy.

## Służba
„Mahmudiye” został wcielony do służby w marynarce wojennej Imperium Osmańskiego w 1866 roku. W kwietniu 1867 roku „Mahmudiye”, który był okrętem flagowym wielkiego admirała Ahmeta Vesima Paszy, wraz z siostrzanym „Osmaniye” uczestniczyły w stłumieniu powstania kreteńskiego, dostarczając do Zatoki Suda oddziały mające wzmocnić tamtejszy garnizon. W sierpniu tego roku, wezwany przez awizo „İzzeddin”, „Mahmudiye” zabrał ładunek broni i maszyny z przechwyconego greckiego statku-łamacza blokady „Arkadion”, odholowując pryz do Hanyi.
Latem 1877 roku, po rozpoczęciu wojny rosyjsko-tureckiej, „Mahmudiye” pod dowództwem kontradmirała Ahmeta Paszy znajdował się w Batumi, a do formowanego na bazie tego okrętu czarnomorskiego dywizjonu dołączyły wkrótce siostrzane „Aziziye” i „Orhaniye”. 17 czerwca 1877 roku „Mahmudiye” stoczył pojedynek z rosyjską baterią na wybrzeżu Kaukazu, otrzymując według rosyjskich meldunków 15 trafień. Po zdobyciu przez siły osmańskie Suchumi okręt używany był jako transportowiec wojska do portu w Batumi. Pod koniec lipca tego roku „Mahmudiye” udał się na wody zachodniej części Morza Czarnego, by wesprzeć własne wojska odpierające atak Rosjan w dorzeczu Dunaju. Po zakończeniu wojny jednostka została odstawiona w Stambule do rezerwy.
Po przegranej wojnie z Rosją sułtan Abdülhamid II znacząco ograniczył środki finansowe przeznaczone na utrzymanie floty, w wyniku czego tureckie okręty przez lata nie wychodziły z portów, pogarszał się ich stan techniczny i spadał poziom wyszkolenia załóg.

### Przebudowa
Między 1884 a 1889 roku na okręcie dokonano modernizacji uzbrojenia. W miejsce umieszczonych na pokładzie górnym na rufie dwóch dział kalibru 203 mm Armstronga zainstalowano dwie armaty Kruppa kalibru 15 cm C/72 L/22 na lawetach pokładowych. Wymieniono też wszystkie działa kalibru 203 mm Armstronga na pokładzie bateryjnym (12 sztuk), montując w zamian armaty Kruppa kalibru 15 cm C/73 L/22 na lawetach kazamatowych. Armaty te w obu wersjach miały masę około 3 ton każda i strzelały pociskami przeciwpancernymi z utwardzonym czepcem o masie 40,5–42 kg na maksymalną odległość 5500 metrów z szybkostrzelnością dwóch strz./min. Usunięto również 10 dział 36-funtowych Armstronga, montując w zamian na nadburciach sześć czterolufowych kartaczownic Nordenfelta kalibru 25,4 mm L/35. Kartaczownica Nordenfelta w wariancie czterolufowym miała masę 203 kg, strzelała pociskami o masie 0,206 kg z prędkością początkową 446 m/s, a każda lufa zasilana była z 10-nabojowych magazynków. Na marsie fokmasztu zamontowano też jedną dwulufową kartaczownicę Nordenfelta kalibru 11 mm.

### Dalsza służba
Kiedy w marcu 1897 roku wybuchła wojna grecko-turecka, „Mahmudiye” nie był gotów do wyjścia w morze (brak jest jakichkolwiek informacji na temat służby okrętu w tym czasie). Po zakończeniu działań wojennych okręt został rozbrojony i odstawiony w Çanakkale do rezerwy. W 1904 roku „Mahmudiye” został przeholowany do Stambułu. 31 lipca 1909 roku okręt wycofano ze służby, po czym pełnił w Stambule-Kasımpaşa funkcję hulku. W 1913 roku kadłub jednostki został sprzedany w celu złomowania.